# Eva Heggestad
Eva Margareta Heggestad, född 5 december 1946, är en svensk litteraturvetare. Hon är professor emerita i litteraturvetenskap vid Uppsala universitet. Heggestad, som blev filosofie doktor 1991, har sedan 1980-talet forskat om utopier, populärlitteratur samt litteratur och kön.

### Artiklar och uppsatser
- "The Passionate Encounter between North and South. Anne Charlotte Lefflers Kvinnlighet och erotik", Emigrant Literature and Emigrated Authours. The Nordic Countries in a World perspective, Voulume II, red Randi langen Moen, Bologna 2007, s. 49–59
- "I fiktionens och självbiografins gränsland. Alice Lyttkens trilogi om Catrin Jennick", Tidskrift för litteraturvetenskap 2006: 3–4, s. 103–120
- "Alice Lyttkens och det kluvna trettiotalet", I görningen. Aktuell genusvetenskaplig forskning 1, Centrum för genusvetenskap, Uppsala 2006, s.34-55
- "Nostalgi eller framtidsvision- Victoria Benedictssons Fru Marianne", Det moderna genombrottets prosa. Sju analyser, red. Yvonne Leffler, Lund 2005, s. 43–58
- "Litteraturens omklädningsrum" (tillsammans med Anna Williams), Omklädningsrum. Könsöverskridanden och rollbyten från Tintomara till Tant Blomma, red. Eva Heggestad & Anna Williams, Lund 2004, s. 5–12
- "En smula karlavulna men ändå vekt kvinnliga. Byxroller i Sigge Starks romaner", Omklädningsrum. Könsöverskridanden och rollbyten från Tintomara till Tant Blomma, red. Eva Heggestad & Anna Williams, Lund 2004, s. 75–99
- "Fru Marianne och Kulla-Gulla. Ideal eller avskräckande exempel?", Från handskrift till XML. Informationshantering och kulturarv, red. Kerstin Rydbeck, Uppsala 2003. s. 91–106
- "Slutet som ny början. Epilog och feministisk utopi i Sigge Starks Manhatareklubben", On the Threshold. New Studies in Nordic Literature, Norwich, 2002, s. 179–185
- "Vad menade hon egentligen? Anna Maria Lenngren och 'Några ord til min k. Dotter i fall jag hade någon'", Poetiska världar. 33 studier tillägnade Bengt Landgren, red. Håkan Möller m.fl., Stockholm/Stehag 2002, s. 113–126
- "Män må icke under någon förevändning taga plats i damkupé". Civilisationskritik och utopi i Elin Wägners Norrtullsligan", Modernitetens ansikten. Livsåskådningar i nordisk 1900-talslitteratur, red. C.R. Bråkenhielm och T. Pettersson, Nora 2001, s. 43–59
- "'Såsom o himmelen så ock på jorden'. Utopiska visioner i Fredrika Bremers Syskonlif", Mig törstar. Studier i Fredrika Bremers spår, red. Åsa Arping & Birgitta Ahlmo.-Nilsson, Hedemora 2001, s. 165–178
- "Det jordiska paradiset och det himmelska. Om Syskonlif", Parnass 00:3, s. 19–21, 2000
- "Eva Brags Sjelfviskhetens offer. Följetongsberättelsen som fick raritetsstämpel", Böcker och bibliotek. Bokhistoriska texter, red. Margareta Björkman, Studentlitteratur, Lund 1998, s. 112–130 (även tryckt i TFL 1995:3–4)
- "Petitesser om grossesser? Kön och kritik i Ord och Bilds litterära trettiotal", Tidskrift för litteraturvetenskap, 1998: 3–4, s. 79–95
- "Drömmen om det goda samhället. Anne Vildkatt, Kulla-Gulla och fröknarna von Pahlen", Konsten att berätta för barn. Barnboken, Stockholm 1996 (Centrum för barnkulturforskning, 26), s. 231–244
- "Någon 'kamp om tillvaron' i Handelstidningen vill jag ingalunda föra – Eva Brag som litteraturkritiker", Litteratur og Kjönn i Norden, Föredrag på den XX. studiekonferens i International Association for Scandinavian Studies (IASS), arrangerad av Institutt for litteraturvitenskap, Islands universitet, i Reykjavik 7–12 augusti 1994, Reykjavik 1996, s.542–548
- "Noras döttrar och alternativet till dockhemmet – familjen i några kvinnliga 1900-talsromaner", Myter och motiv. Essäer om litteratur (Svensklärarföreningens årsskrift 1995), s. 231–244
- "Yrhättan – samhällsbevarare eller samhällsreformator", Om flickor för flickor, red. Ying Toijer-Nilsson och Boel Westin, Rabén och Sjögren, Stockholm 1994, s. 230–248
- "Utopier och strategier" Amalia Fahlstedts 1880-talsnoveller, Det evigt kvinnliga, red. Ulla Wikander, Tidens förlag, Stockholm 1994, s. 28–50
- "Kritik och kön". 1880-talets kvinnliga kritiker och exemplet Eva Brag", Samlaren 1994, s. 52–67
- "Konstnärskall och hustruplikt. Konflikter mellan arbete, kärlek och konst" i Nordisk kvinnolitteraturhistoria, Band II. Fadershuset. 1800-talet (1993; ny tryckning 1998), sid. 508–511